# 10149 Cavagna
10149 Cavagna este un asteroid din centura principală de asteroizi.

## Descriere
10149 Cavagna este un asteroid din centura principală de asteroizi. A fost descoperit pe 3 august 1994 la San Marcello Pistoiese de Maura Tombelli și Andrea Boattini. Asteroidul prezintă o orbită caracterizată de o semiaxă mare de 2,18 ua, o excentricitate de 0,03 și o înclinație de 6,1° în raport cu ecliptica.